# 甘保羅 (特拉華州)
格姆克羅斯羅（英語：Gumboro）是位於美國特拉華州蘇塞克斯縣的一個非建制地區。該地的面積和人口皆未知。

## 地理
格姆克羅斯羅的座標為38°28′39″N 75°21′55″W / 38.47750°N 75.36528°W，而該地的平均海拔高度為13米（即43英尺）。